# Antenna (album)
Antenna je jedenácté studiové album americké skupiny ZZ Top. Album vyšlo v roce 1994 a je to první album této skupiny, vydané u společnosti RCA Records.

## Seznam skladeb
| Pořadí         | Název             | Autor                | Délka |
| -------------- | ----------------- | -------------------- | ----- |
| 1.             | Pincushion        | Gibbons, Hill, Beard | 4:33  |
| 2.             | Breakaway         | Gibbons              | 4:58  |
| 3.             | World of Swirl    | Gibbons              | 4:08  |
| 4.             | Fuzzbox Voodoo    | Gibbons, Hill, Beard | 4:42  |
| 5.             | Girl in a T-Shirt | Gibbons              | 4:10  |
| 6.             | Antenna Head      | Gibbons, Hill, Beard | 4:43  |
| 7.             | PCH               | Gibbons, Hill, Beard | 3:57  |
| 8.             | Cherry Red        | Gibbons              | 4:38  |
| 9.             | Cover Your Rig    | Gibbons, Hill, Beard | 5:50  |
| 10.            | Lizard Life       | Gibbons, Hill, Beard | 5:09  |
| 11.            | Deal Goin' Down   | Gibbons, Hill, Beard | 4:06  |
| Celková délka: | Celková délka:    | Celková délka:       | 50:55 |

## Sestava
- Billy Gibbons – kytara, zpěv
- Dusty Hill – baskytara, klávesy, zpěv
- Frank Beard – bicí, perkuse